# Luzius Wasescha
Luzius Wasescha (* 13. Juni 1946 in Bern; † 12. Oktober 2016 in Bern; heimatberechtigt in Savognin) war ein Schweizer Handelsdiplomat. In unzähligen Verhandlungen hat Wasescha die Schweizer Wirtschaftsinteressen, zuletzt als Botschafter bei der Welthandelsorganisation (WTO), vertreten. Er war bei der Lancierung der Uruguay-Runde dabei und hatte einen wesentlichen Anteil an der Ausarbeitung des Freihandelsabkommens Schweiz-Japan sowie am Beitritt Russlands zur WTO.

## Leben
Nach dem Schulbesuch in Bern, Montreux und Lausanne studierte Wasescha Jura an der Universität Lausanne, wo er 1980 mit einer Arbeit zur Europäischen Sozialcharta promovierte. In seinen ersten Berufsjahren war er Zentralsekretär der Europa-Union Schweiz in Bern und Redaktor der Zeitschrift Europa. Von 1973 an war Wasescha für drei Jahre Mitglied der beratenden Kommission des Bundesrates über das Verhältnis der Schweiz zur UNO. 1975 war er der Initiator des Hertenstein-Nachfolgeprogramms «Hertensteiner Programm 1975», anschliessend bis 1977 Korrespondent des Europarates für die Schweiz.
Ab 1977 verstärkte Wasescha seine Binnensicht, indem er zunächst bei einer internationalen Treuhandgesellschaft in Bellinzona und danach beim Eidgenössischen Departement für auswärtige Angelegenheiten (EDA) sowie beim Eidgenössischen Volkswirtschaftsdepartement (EVD) tätig und deren juristischer Berater wurde.
Nach seinem Amt als Botschaftssekretär im Wirtschaftsdienst der Schweiz 1982 wechselte er 1984 zum Botschaftsrat bei der Schweiz und war dort Delegierter bei der Europäischen Freihandelsassoziation EFTA und beim Allgemeinen Zoll- und Handelsabkommen GATT sowie dessen stellvertretender Delegationschef. Von 1998 bis 2001 war er Leiter der Schweizer Delegation im Handelsausschuss der OECD und von 2001 bis 2004 gewählter Vorsitzender von dessen Handelsausschuss. 2000 wurde Wasescha zum Delegierten des Bundesrates für Handelsverträge und Mitglied der Geschäftsleitung des Staatssekretariats für Wirtschaft (Seco) ernannt.  Von 2007 bis zu seiner Pensionierung 2012 war er Schweizer Botschafter bei der WTO und der EFTA in Genf.
Wasescha war langjähriges Mitglied der Sozialdemokratischen Partei der Schweiz. Während seiner Zeit als Zentralsekretär der Europa-Union Schweiz (1971–1977) setzte er sich stark für das Schweizer Freihandelsabkommen von 1972 mit der Europäischen Wirtschaftsgemeinschaft ein.
Während 12 Jahren führte er als Präsident den grössten Naturpark der Schweiz, den Parc Ela im Kanton Graubünden. Wasescha war auch der Grund, weshalb die zweite von insgesamt acht Verhandlungsrunden für das Freihandelsabkommen zwischen der Schweiz und Japan vom 9.–13. Juli 2007 im Dorfschulhaus von Savognin (GR) stattfand.
Wasescha sprach alle vier Landessprachen wie seine Muttersprache. Am 12. Oktober 2016 verunfallte er im Bahnhof Bern tödlich, nachdem er zuvor noch in Zürich an einer Veranstaltung zur «Schweizerischen Freihandelspolitik» teilgenommen hatte.

## Rezeptionen
Obwohl er als Generalist aller Weltbühnen anerkannt war, spezialisierte er sich auf die Regionen Europa, Russland und Asien.
Wasescha wurde unter Kollegen hoch gerühmt. Laut der NZZ wurde er unter Handelsdiplomaten «wegen seiner Sachkompetenz und seines stark ausgeprägten Sinns für Humor sehr geschätzt». Patrick Ziltener (* 1967), Spezialist für Aussenhandelspolitik und Professor an der Universität Zürich, meinte über ihn: «Er hat sehr viel strategische Intelligenz und Empathie. Es gibt wenige Menschen, die beides haben.»